# 吴黎明 (1963年)
吴黎明 (1963年—)，数学专家，中国教育部第三批“长江学者”特聘教授。

## 生平
1979年就读于武汉大学数学系，1987年取得法国巴黎第六大学概率论博士学位，1987年起先后在武汉大学数学系从事博士后研究、担任教授，1993年担任Blaise Pascal University教授，2001年起担任武汉大学长江学者计划特聘教授。